# RARRES1
RARRES1‏ (Retinoic acid receptor responder 1) هوَ بروتين يُشَفر بواسطة جين RARRES1 في الإنسان.